# Nemoria anchistropha
Nemoria anchistropha är en fjärilsart som beskrevs av Louis Beethoven Prout 1932. Nemoria anchistropha ingår i släktet Nemoria och familjen mätare. Inga underarter finns listade i Catalogue of Life.